# Heinz-Dieter Krausch
Heinz-Dieter Krausch (* 28. September 1928 in Guben; † 10. Juli 2020 in Berlin) war ein deutscher Geobotaniker.

## Leben und Wirken
Heinz-Dieter Krausch wurde als Sohn eines kaufmännischen Angestellten geboren und während des Schulbesuchs mit 15 Jahren als Flakhelfer bei der Kriegsmarine an der Nordseeküste eingezogen. 1948 legte er in Guben das Abitur ab und begann an der Pädagogischen Hochschule Potsdam ein Studium der Biologie und Chemie. Dabei besuchte er auch Veranstaltungen zur Geologie, Geographie, Bodenkunde sowie Ur- und Frühgeschichte. Das Studium schloss er 1953 mit einer Diplomarbeit über die Wiesen des Oberspreewaldes ab. Als wissenschaftlicher Mitarbeiter war Krausch von 1953 bis 1961 am Institut für Landschaftsforschung und Naturschutz Halle (Saale), Zweigstelle Potsdam, tätig. 1959 wurde er mit einer Dissertation zum Thema Trockenrasen zum Dr. rer. nat. promoviert. Von 1961 bis 1991 war er wissenschaftlicher Mitarbeiter an der Akademie der Wissenschaften in Berlin an der Forschungsstelle für Limnologie. Mit einer Arbeit zu Wäldern, Hecken und Saumgesellschaften des Stechlinsee-Gebietes habilitierte er 1970 an der Martin-Luther-Universität Halle-Wittenberg. Obwohl er wegen „fehlender politischer Reife“ nicht Professor wurde, betreute er viele Diplom- und Doktorarbeiten. Nach der Wende war er wissenschaftlicher Berater bei der Einrichtung neuer Schutzgebiete in Brandenburg.
Krausch beschäftigte sich mit der Vegetationskunde und der Landschaftsgeschichte Brandenburgs, mit Vegetationsgeschichte, Forstgeschichte und der Bedeutung von Bauerngärten, er arbeitete über Wasser- und Sumpfpflanzen und sammelte volkstümliche Pflanzennamen in Brandenburg sowie in der Niederlausitz. Er gilt in Fachkreisen als profunder Kenner der mittel- und mittelosteuropäischen Gartenflora. Außerhalb von Fachwissenschaftlerkreisen ist er durch sein Buch Kaiserkron und Päonien rot – Von der Entdeckung und Einführung unserer Gartenblumen bekannt geworden, das 2003 mit dem Buchpreis der Deutschen Gartenbau-Gesellschaft ausgezeichnet wurde. Ab 1949 war er Mitglied des Botanischen Vereins von Berlin und Brandenburg, dessen Ehrenmitglied er 1991 wurde. 1961 gehörte er zu den Mitbegründern des Floristischen Arbeitskreises der Niederlausitz. 
Krausch engagierte sich neben seinem Fach auch in der heimatgeschichtlichen Forschung. Er war 1956 Mitbegründer des „Gubener Heimatkalenders“,  in dem er bis zu seinem Tod häufig publizierte. 1993 erhielt er die Ehrenmitgliedschaft der Landesgeschichtlichen Vereinigung für die Mark Brandenburg. Er war von 1992 bis 2006 Vorsitzender der Niederlausitzer Gesellschaft für Geschichte und Landeskunde und wurde 2018 deren Ehrenvorsitzender.
Ende April 2006 bekam er das Verdienstkreuz am Bande des Verdienstordens der Bundesrepublik Deutschland und am 20. Februar 2009 wurde ihm die Ehrenprofessur verliehen.
Er war mit Wally geb. Türk (1929–2020) verheiratet.
Heinz-Dieter Krausch ist am 10. Juli 2020 in Berlin verstorben.

## Werke
Krausch veröffentlichte mehr als 450 Publikationen (ohne Rezensionen), darunter:
- Boden und Pflanzenwelt zwischen Schlaube und Neiße. Ein kurzer Überblick über Geologie und Vegetation der Kreise Guben und Fürstenberg/Oder Rat des Kreises, Referat Kunst und kulturelle Massenarbeit, Guben [1953]
- Vegetationsstudien an xerothermen Trockenrasen in Brandenburg. Potsdam, Pädagogische Hochschule, Mathematisch-naturwissenschaftliche Fakultät, Dissertation vom 9. April 1959
- Die Pflanzenwelt des Spreewaldes. Ziemsen, Wittenberg Lutherstadt 1960
- mit Joachim Schobeß und Hartmut Knitter: Potsdamer Havelland. Werder, Ketzin, Lehnin, Saarmund (= Unser kleines Wanderheft, Heft 107). Dresdner Verlag, Dresden 1964; 3. Auflage, Brockhaus, Leipzig 1970
- Geobotanische Exkursionen in die Niederlausitz, das Odertal, zum Plagefenn bei Chorin und in andere brandenburgische Landschaften (aus der Reihe: Lehrbriefe für das Fernstudium der Lehrer – Biologie). Pädagogische Hochschule, Potsdam 1969
- Wälder, Hecken und Saumgesellschaften des Stechlinsee-Gebietes (Nord-Brandenburg). Halle, Mathematisch-naturwissenschaftliche Fakultät, Habilitationsschrift vom 28. Januar 1970
- mit Gerhard Gunia und Paul Grünitz: Gubener Heimatlexikon. Rat der Stadt, Wilhelm-Pieck-Stadt Guben 1971
- mit Siegfried Jost Casper: Pteridophyta und Anthophyta (= Süßwasserflora von Mitteleuropa, Band 23 und 24). 2 Bände, Fischer, Jena 1980 und 1981, ISBN 3-437-30309-0, ISBN 3-437-30341-4; Nachdruck: Spektrum Akademischer Verlag, Heidelberg 2008, ISBN 978-3-8274-2054-1, ISBN 978-3-8274-2055-8
- (als Leiter:) Burger und Lübbenauer Spreewald (= Werte unserer Heimat, Band 36). Akademie-Verlag, Berlin 1981; 2. Auflage, Böhlau, Weimar 1994 (= Werte der deutschen Heimat, Band 55), ISBN 3-7400-0933-0
- mit Wolfram Scheffler (Fotos) und Reimund Wuttig (Red.): Neuglobsow, Stechlinsee und die Menzer Heide. Ein Wanderführer. Rat der Gemeinde Neuglobsow, Neuglobsow [1984]
- Alte Nutz- und Zierpflanzen in der Niederlausitz. Führer durch den Museumsgarten am Stadt- und Kreismuseum „Sprucker Mühle“ in Guben (= Verhandlungen des Botanischen Vereins von Berlin und Brandenburg Gegr. 1859 e. V., Beiheft 2). Botanischer Verein von Berlin und Brandenburg Gegr. 1859, Berlin 1992
- Farbatlas Wasser- und Uferpflanzen. Ulmer, Stuttgart (Hohenheim) 1996, ISBN 3-8001-3352-0
- Autorenteam unter der Leitung von Heinz-Dieter Krausch und Werner Schmidt: Das Feldberger Seengebiet. Ergebnisse der landeskundlichen Bestandsaufnahme in den Gebieten Feldberg, Fürstenwerder, Thomsdorf und Boitzenburg (= Werte der deutschen Heimat, Band 57). Böhlau, Weimar 1997, ISBN 3-7400-0936-5
- „Kaiserkron und Päonien rot …“ Entdeckung und Einführung unserer Gartenblumen. Dölling und Galitz, Hamburg 2003, ISBN 3-935549-23-7; 2. Auflage, Deutscher Taschenbuch Verlag, München 2007, ISBN 978-3-423-34412-8
- Aufsätze zur brandenburgischen Volksbotanik und Kulturpflanzengeschichte (= Schriften des Vereins zur Erhaltung der Nutzpflanzenvielfalt, Band 5). VEN, Cremlingen 2006, ISBN 3-9807551-4-2
- Beiträge zur Wald-, Forst- und Landschaftsgeschichte Brandenburgs. Kessel, Remagen-Oberwinter 2008, ISBN 978-3-941300-02-6
- Bauerngärten in Brandenburg. Natur & Text, Rangsdorf 2009, ISBN 978-3-9810058-8-2
- mit Jens Martin: Słownik dolnoserbskich zelowych, gribowych a lišawowych mjenjow = Wörterbuch der niedersorbischen/wendischen Pflanzen-, Pilz- und Flechtennamen. Natur + Text, Rangsdorf 2012, ISBN 978-3-942062-09-1; 2. Auflage, 2020, ISBN 978-3-942062-47-3
- Rosen in Ortsnamen. Zur 100-Jahrfeier des Ostdeutschen Rosengartens in Forst (Lausitz). Regia-Verlag, Cottbus 2013, ISBN 978-3-86929-223-6